# Becquerelia tuberculata
Becquerelia tuberculata är en halvgräsart som först beskrevs av Johann Otto Boeckeler, och fick sitt nu gällande namn av Hans Heinrich Pfeiffer. Becquerelia tuberculata ingår i släktet Becquerelia och familjen halvgräs. Inga underarter finns listade i Catalogue of Life.